# Calder n.º 241
Calder n.º 241 es un municipio rural canadiense situado en la provincia de Saskatchewan.

## Superficie
Calder n.º 241 tiene una superficie de 790,93 km².

## Demografía
En 2021, tenía 344 habitantes, una densidad poblacional de 0,4 hab./km², y 209 viviendas.